# Canadian Broadcasting Corporation

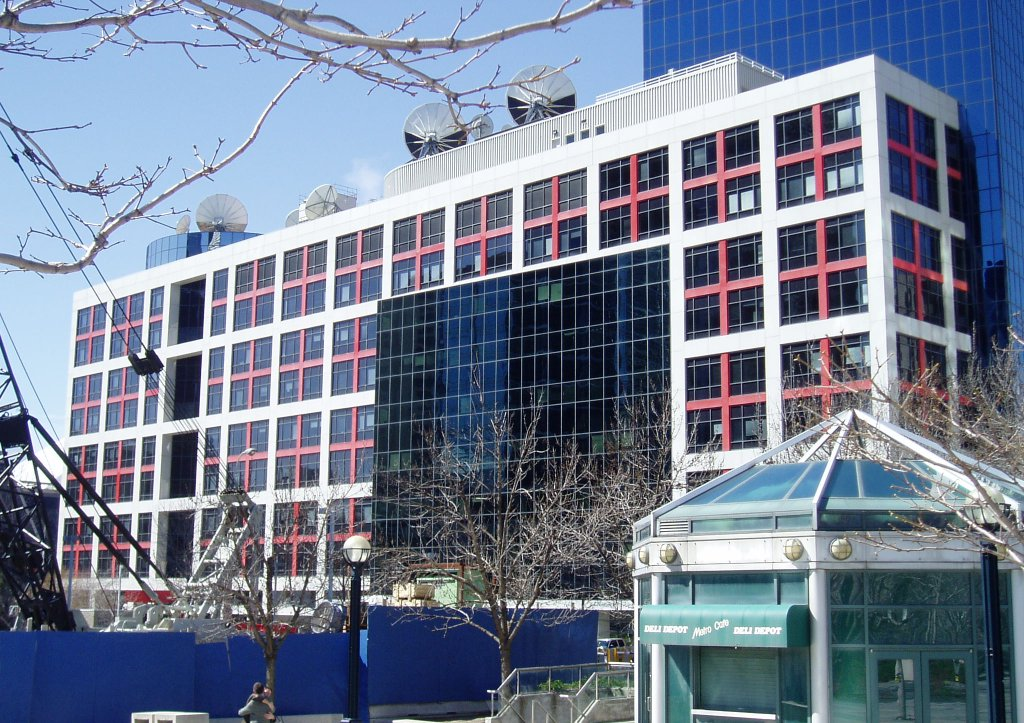
Het Canadian Broadcasting Centre in Toronto

De Canadian Broadcasting Corporation (CBC) is de publieke omroep van Canada. Het is een staatsinstelling die verantwoordelijk is voor radio- en televisie-uitzendingen in het Engels en het Frans. Die laatsten vallen onder de noemer van Société Radio-Canada (SRC).

## Televisie
De CBC zendt twee landelijke televisiekanalen uit, respectievelijk een Engelstalig en een Franstalig. Via een netwerk van lokale zenders zijn de uitzendingen in heel Canada te ontvangen, in vele streken niet alleen via een eigen antenne maar vaak ook via kabel en satelliet. Daarnaast zijn er vier CBC-kanalen die enkel via kabel en satelliet uitzenden. Het gaat om de nieuwskanalen CBC Newsworld (Engelstalig) en Ici RDI (Franstalig) en de Engelstalige informatiekanalen CBC Country Canada en Documentary Channel.

## Radio
Via AM en FM worden vier radiozenders uitgezonden, CBC Radio One en CBC Radio Two in het Engels en La Première Chaîne en Espace Musique in het Frans. De CBC is ook verantwoordelijk voor radio-uitzendingen naar het buitenland, onder de naam Radio Canada International.
CBC Radio One heeft verschillende vestigingen verspreid over het hele land, van waaruit ze lokaal gerichte programma's uitzenden. Een bekend voorbeeld is The Broadcast, een radio-interviewprogramma van de provincie Newfoundland en Labrador dat al sinds 1951 bestaat. 